# دوک‌نشین آکیتن
دوک‌نشین آکیتن (اکسیتان: Ducat d'Aquitània, IPA: [dyˈkad dakiˈtaɲɔ]; فرانسوی: Duché d'Aquitaine‎, IPA: [dyʃe dakitɛn]) یک قلمرو تاریخی (تیول) در نواحی غربی، مرکزی و جنوبی فرانسه کنونی در جنوب رودخانه لوآر بود، اگرچه وسعت و همچنین نام آن در نوسانات زیادی بود. در این قرون، در مواقعی بخش بزرگی از جنوب غربی فرانسه (گاسکونی) و مرکز فرانسه را شامل می‌شود.
در قرن هفتم به عنوان یک دوک‌نشین از فرانسه، در نهایت بازآفرینی از استان رومی Aquitania Prima Secunda بود. به عنوان یک دوک‌نشین، پس از فتح دوک‌نشین مستقل آکیتانی Waiofar تجزیه شد، و در ادامه به یک پادشاهی فرعی در امپراتوری کارولنژی تبدیل شد و در نهایت پس از پیمان وردون (۸۴۳ میلادی) در فرانک باختری قرار گرفت و در قرون وسطای میانه دوباره به عنوان یک دوک‌نشین ظاهر شد و در قالب یک آکیتن بزرگ (به همراه دوک‌نشین گاسکونی و گوین) وفاداری خود را به پادشاهان آنژوین انگلستان متعهد شد. ادعاهای پادشاهان آنژوین انگلستان در فرانسه باعث آغاز جنگ صد ساله شد، که در آن پادشاهی فرانسه کنترل قلمروی مورد مناقشه را در دهه ۱۴۵۰ به دست آورد و بسیاری از مناطق ادغام شده مستقیماً توسط پادشاهان فرانسوی اداره می‌شدند.

## تاریخ

### تاریخ اولیه

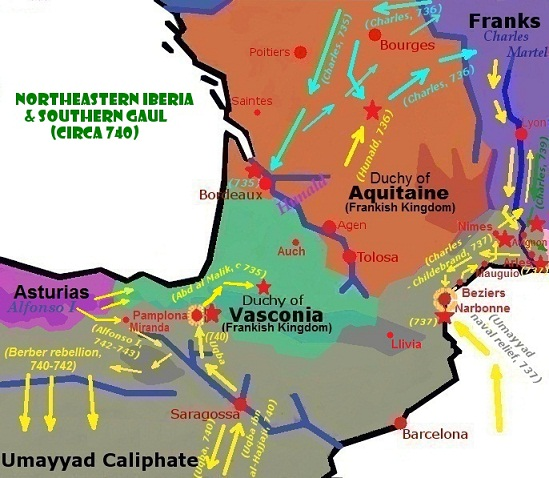
آکیتن پس از نبرد تور (۷۳۴–۷۴۳)

استان رومی Gallia Aquitania در قرن پنجم تحت حکومت پادشاهی ویزیگوت قرار گرفت. در سال ۵۰۷ توسط فرانک‌ها تحت رهبری کلوویس یکم در نتیجه نبرد Vouillé فتح شد.
در طول قرن ششم و اوایل قرن هفتم، تحت فرمان مستقیم پادشاهان فرانک بود که طبق پیمان آندلو، بین قلمروهای شیلدبرت دوم و گونترام در سال ۵۸۷ تقسیم شد. تحت حکومت کلوتار دوم، آکیتن دوباره بخشی جدایی ناپذیر از فرانک باختری بود، اما پس از مرگ کلوتار در سال ۶۲۸، وارث او داگوبرت یکم پادشاهی فرعی در جنوب آکیتن را به برادر کوچکترش شاریبرت دوم اعطا کرد. این پادشاهی فرعی، متشکل از گاسکونی و حاشیه جنوبی آکیتن، به‌طور معمول به عنوان آکیتن شناخته می‌شود و پایه تاریخی دوک‌نشین بعدی را تشکیل می‌دهد.
شاریبرت با موفقیت علیه باسک‌ها لشکرکشی کرد، اما پس از مرگ او در سال ۶۳۲، آنها دوباره شورش کردند، در سال ۶۳۵ توسط ارتشی که توسط داگوبرت فرستاده شده بود (که در همان زمان مجبور به مقابله با شورش در بریتانی شد) سرکوب شدند.
دوک‌نشین آکیتن به عنوان قلمروی نیمه‌مستقل در امپراتوری فرانک در نیمه دوم قرن هفتم، قطعاً تا سال ۷۰۰ تحت حکومت اودو کبیر خود را تثبیت کرد. اولین دوک با نام فلیکس و از حدود سال ۶۶۰ فرمانروایی کرده‌است. لوپوس به عنوان جانشین خود، روابط سستی با پادشاهان فرانک داشت و به‌طور خودمختار حکومت می‌کرد ("شاهزاده"). اودو در سال ۷۰۰ جانشین لوپوس شد و پیمان صلحی با شارل مارتل امضا کرد. او در سال ۷۲۱ در نبرد تولوز بر موروها شکست سختی را وارد کرد. با این حال، شارل مارتل که به قلمروی جنوبی طمع داشت، در سال ۷۳۱ از لوآر گذشت و بخش زیادی از آکیتن را غارت کرد. اودو با فرانک‌ها درگیر جنگ شد، اما شکست خورد و تضعیف شده عقب‌نشینی کرد. اندکی پس از این نبرد، در سال ۷۳۲، موروها به واسکونیا و آکیتن تا شمال پواتیه یورش بردند و دو بار اودو را در نزدیکی بوردو شکست دادند. اودو چاره‌ای جز درخواست کمک از شارل مارتل و بیعت با شاهزاده فرانک نمی‌دید.
اودو توسط پسرش هونالد که جانشین او شد که به استقلال سابق بازگشت، بنابراین با اقتدار شارل مارتل شهردار کاخ فرانکی سرپیچی کرد. رهبر کارولنژها دو بار در سال‌های ۷۳۵ و ۷۳۶ به هونالد حمله کرد، اما نتوانست دوک و ارتشی را که توسط تعدادی از شهرهای کلیدی آکیتن بورژ، لیموژ، و غیره تشکیل شده بود را کاملاً تحت کنترل درآورد. در نهایت، هونالد در یک صومعه بازنشسته شد، و پادشاهی و تداوم درگیری را به وایفر یا گوایفر واگذار کرد. پس از اشغال کامل سپتیمانیا در سال ۷۵۹، پپن کهتر اکنون توجه خود را به آکیتن معطوف کرد و یک لشکرکشی دوره‌ای را آغاز کرد که به مدت هشت سال به طول انجامید، یعنی جنگ آکیتن. وایفر به شدت به مبارزه‌ای نابرابر با فرانک‌های کارولنژ ادامه داد، اما قتل او در سال ۷۶۸ نشان دهنده نابودی استقلال نسبی آکیتن بود. آکیتن در این سالها دستخوش تخریب شدید مراکز شهری، اقتصادی، نظامی و فکری شد. نیروهای پپن تا ۳۶ صومعه را ویران کردند.
به عنوان یک ایالت جانشین استان رومی گالیا آکیتانیا و پادشاهی ویزیگوت (۴۱۸–۷۲۱)، آکیتانیا (آکیتن) و لانگداک (تولوز) قانون ویزیگوتی و قانون رومی را به ارث بردند که با هم ترکیب شده و به زنان حقوق بیشتری نسبت به هم عصران خود در سایر نقاط اروپا می‌دادند. به ویژه با Liber Judiciorum، که در سال‌های ۶۴۲ و ۶۴۳ تدوین شد و در قانون رکسوینث در سال ۶۵۳ گسترش یافت، زنان می‌توانستند زمین و مالکیت را به ارث ببرند و آن را مستقل از شوهران یا روابط مردانه خود اداره کنند و از اختیار خود بردارند. اموال در وصیت‌های قانونی در صورتی که وارث نداشتند و زنان می‌توانستند تا سن ۱۴ سالگی وکالت خود را داشته باشند و در دادگاه شهادت دهند و تا سن ۲۰ سالگی ازدواج خود را ترتیب دهند. در نتیجه، ترجیح مرد حق اولویت نخستین فرزند قانون جانشینی برای اشراف بود.

### پادشاهی کارولنژی در آکیتن
دوک‌نشین خودمختار و دردسرساز آکیتن در سال ۷۶۹ توسط فرانک‌ها پس از یک سری شورش‌ها علیه حاکمیت آنها فتح شد. شارلمانی برای جلوگیری از نمایش جدید خاص‌گرایی آکیتن، تصمیم گرفت سرزمین را در قلمرو پادشاهی خود ادغام کند.
پس از فتح آکیتن توسط کارولنژی‌ها، دوک‌نشین دیگر به شکل سابق وجود نداشت، و قدرت‌های آن توسط کنت‌ها (دوک‌های) تولوز، مقر اصلی دولت کارولنژی در میدای، به نمایندگی از کارسو و پس از برکناری، توسط ویلیام، معتمد شارلمانی و از بستگان نزدیک او، تصاحب شد. در سال ۷۸۱، او سومین پسر خود را لوئی که در آن زمان سه ساله بود، پادشاه آکیتن کرد. پادشاهی کارولنژی آکیتن، تابع پادشاه کارولنژی یا امپراتور (بعدها) مستقر در امپراتوری فرانک (اوسترازیا، نوستریا) بود. این نه تنها آکیتن خاص، بلکه گوتیا، واسکونیا (گاسکونی) و دارایی‌های کارولنژی‌ها در اسپانیا را نیز شامل می‌شد. در سال ۸۰۶، شارلمانی قصد داشت امپراتوری خود را بین پسرانش تقسیم کند. لوئی پروانس و بورگوندی را به عنوان الحاقیه به پادشاهی خود دریافت کرد.
هنگامی که لوئی در سال ۸۱۴ جانشین شارلمانی به عنوان امپراتور شد، آکیتن را به پسرش پپن یکم اعطا کرد، پس از مرگ او در سال ۸۳۸، اشراف آکیتن پسر پپن را پپن دوم آکیتن به عنوان پادشاه انتخاب کردند. (مرگ. ۸۶۵). اما امپراتور لوئی یکم با این ترتیب مخالفت کرد و پادشاهی را به کوچک‌ترین پسرش شارل که بعدها با عنوان شارل دوم امپراتور شد، داد. این امر به سردرگمی و درگیری منجر شد و در نهایت به نفع شارل افتاد. اگرچه از سال ۸۴۵ تا ۸۵۲ پپن دوم پادشاهی را در اختیار داشت، در ایستارتید ۸۴۸ در لیموژ، بزرگان و رؤسای آکیتن رسماً شارل را به عنوان پادشاه خود انتخاب کردند. بعداً در اورلئان توسط ونیلو، اسقف اعظم سنس غسل تعمید شد و تاجگذاری کرد. در سال ۸۵۲، پپین دوم توسط شارل دوم زندانی شد، که اندکی بعد شارل پسر خود را به عنوان فرمانروای آکیتن معرفی کرد. پس از مرگ شارل کوچکتر در سال ۸۶۶، برادرش لوئی دوم جانشین او شد و هنگامی که در سال ۸۷۷، لوئی پادشاه فرانک‌ها شد، آکیتن به‌طور کامل جذب پادشاهی فرانک شد.
طی معاهده‌ای که در سال ۸۴۵ بین شارل دوم و پپن دوم منعقد شد، پادشاهی با از دست دادن پواتیه، سنتونژه و آنگوموا در شمال غربی منطقه، که به راینولف یکم، کنت پواتیه داده شده بود، کاهش یافت. عنوان دوک آکیتن، که قبلاً احیا شده بود، اکنون توسط راینولف یدک می‌کشید، اگرچه کنت‌های تولوز نیز مدعی آن بودند. دوک‌نشین جدید آکیتن، شامل سه ناحیه‌ای که قبلاً ذکر شد، علیرغم اختلاف نظر با فرمانروایان فرانک، تا سال ۸۹۳ که کنت رینولف دوم به دستور شاه شارل سوم یا شارل ساده مسموم شد، در دست جانشینان رامولف باقی ماندند. سپس شارل دوک‌نشینی را به ویلیام پارسا، کنت اوورنی، بنیان‌گذار صومعه کلونی اعطا کرد، که در سال ۹۱۸ برادرزاده‌اش، کنت ویلیام دوم جانشین وی شد و در سال ۹۲۶ درگذشت.
دوک‌های متوالی به دنبال آن بودند که یکی از آنها، ویلیام چهارم، با هوگو کاپه، پادشاه فرانسه جنگید و دیگری، ویلیام پنجم، ملقب به بزرگ، توانست قدرت خود را به میزان قابل توجهی تقویت و گسترش دهد، اگرچه او در مبارزه با کنراد دوم، تاج لومبارد را به دست آورد. دوک‌نشین ویلیام تقریباً به محدوده روم قدیم Gallia Aquitania رسید، اما در جنوب گارون، ناحیه‌ای که در اختیار گاسکون‌ها بود، امتداد نداشت. ویلیام در ۱۰۳۰ درگذشت. اودو یا اودس (متوفی ۱۰۳۹) گاسکونی به آکیتن پیوست.

### امپراتوری آنژوین
رامنولفیدها در پایان قرن یازدهم به قدرت غالب در جنوب غربی فرانسه تبدیل شده بودند. با ازدواج به جای فتح، دارایی‌های آنها تا سال ۱۱۵۳ به «امپراتوری آنژوین» تحت تاج انگلیسی رسید.
ویلیام نهم، دوک آکیتن (متوفی ۱۱۲۷)، که در سال ۱۰۸۷ به سلطنت رسید، به عنوان یک جنگجوی صلیبی و یک تروبادور به شهرت رسید. نوه او، الینور، دوشس آکیتن، به عنوان دختر ارشد و وارث ویلیام دهم (متوفی ۱۱۳۷) جانشین وی در دوک‌نشین شد - زیرا پسرش در دوران کودکی بود. او سه ماه پس از مرگ پدرش با شاه لوئی، ولیعهد خردسال فرانسه ازدواج کرد، به دلیل تدبیر پدر شاهزاده لوئی، لوئی ششم، که نمی‌خواست سرزمینی مانند آکیتن که توسط یک کودک سیزده ساله اداره می‌شد را ترک کند. هنگامی که پادشاه لوئی ششم درگذشت و شوهر جدید الینور به لوئی هفتم فرانسه تبدیل شد، دوک‌نشین آکیتن رسماً تحت فرمان ولیعهد فرانسه درآمد و به مدت پانزده سال، لوئی هفتم قلمرویی داشت که با تاج و تخت انگلستان و کنت‌های تولوز رقابت می‌کرد. این ازدواج بعداها به دلیل خویشاوندی توسط یک اسقف در ۲۱ مارس ۱۱۵۲ لغو شد و او زمین‌ها و عنوان خود را به عنوان دوشس آکیتن در اختیار خود نگه داشت. در ۱۸ مه ۱۱۵۲، او با هنری فیتز امپرس (بعدها هنری دوم، پادشاه انگلستان)، پسر امپراتریس ماتیلدا و مدعی تاج و تخت انگلیس ازدواج کرد. هنگامی که در سال ۱۱۵۳ پسر عموی مادرش، استیون بلوا را شکست داد و پادشاه انگلستان شد، آکیتن با ولیعهد انگلیس ادغام شد.
هنری پس از سرکوب شورش در مالکیت جدید خود، آن را به پسرش ریچارد داد. هنگامی که ریچارد در سال ۱۱۹۹ درگذشت، آن را به الینور بازگرداند، و پنج سال بعد و پس از مرگ او، در تاج انگلستان جذب شد و از این پس به ثروت سایر دارایی‌های انگلیسی در فرانسه، مانند نورماندی و کنت‌نشین آنژو پیوست که در نهایت منجر به جنگ صد ساله بین پادشاهی‌های فرانسه و انگلیس شد.
آکیتن از آنجا که به پادشاهان انگلیسی رسید از لوار تا پیرنه امتداد داشت، اما دامنه آن در جنوب شرقی به واسطه سرزمین‌های وسیع کنت‌های تولوز محدود بود. به نظر می‌رسد که نام گوین که قسمتی از آکیتن است، در قرن دهم به کار گرفته شده‌است، و تاریخ بعدی آکیتن در تاریخ گاسکونی و گوین ادغام شده‌است.

### جنگ‌های صدساله

تکامل جنگ صد ساله
قلمرو فرانسه
انگلستان
بورگوندی

در سال ۱۳۳۷، پادشاه فیلیپ ششم تیول آکیتن (که اساساً مربوط به گاسکونی است) را از ادوارد سوم انگلستان پس گرفت. ادوارد به نوبه خود ادعا کرد که کل پادشاهی فرانسه به دلیل اینکه تنها نوه پادشاه فیلیپ چهارم است به وی تعلق دارد. این امر جنگ صد ساله را آغاز کرد، که در آن هر دو دودمان پلانتاژنه و دودمان والوآ ادعای برتری بر آکیتن داشتند. در سال ۱۳۶۰، هر دو طرف عهدنامه بریتانی را امضا کردند که در آن ادوارد از ادعای خود بر تاج و تخت فرانسه چشم پوشی کرد، اما به عنوان لرد آکیتن (و نه صرفاً دوک) باقی ماند. با این حال، زمانی که این معاهده در سال ۱۳۶۹ شکسته شد، هم این ادعای انگلیسی‌ها و هم جنگ از سر گرفته شد. در سال ۱۳۶۲، پادشاه ادوارد سوم، به عنوان لرد آکیتن، پسر بزرگ خود ادوارد، شاهزاده ولز را شاهزاده آکیتن کرد. در سال ۱۳۹۰، پادشاه ریچارد دوم، پسر ادوارد شاهزاده سیاه، عموی خود جان گونت را به عنوان دوک آکیتن منصوب کرد. این عنوان به فرزندان جان منتقل شد، اگرچه آنها به تاج و تخت تعلق داشتند، زیرا پسر جان گونت، هنری بولینگبروک، دوک هرفورد، موفق شد سلطنت را از ریچارد دوم غصب کند، بنابراین «وارث» لقب دوک آکیتن از پدرش، به نوادگانش پس از پادشاه شدن منتقل شد. پسر او، هنری پنجم به عنوان پادشاه انگلستان و لرد آکیتن از ۱۴۰۰ تا ۱۴۲۲ بر آکیتن حکومت کرد. او به فرانسه حمله کرد و در محاصره هارفلور و نبرد آزینکورت در سال ۱۴۱۵ پیروز شد. او با معاهده تروا در سال ۱۴۲۰، موفق شد سلطنت فرانسه را برای خانواده خود به دست آورد. هنری پنجم در سال ۱۴۲۲ درگذشت، زمانی که پسرش هنری ششم تاج و تخت فرانسه را در سنین جوانی به ارث برد. در کمتر از یک سال، سلطنت او شاهد از دست دادن تدریجی کنترل انگلیس بر فرانسه بود.
پادشاهان فرانسه از دودمان والوآ، با ادعای برتری بر آکیتن، عنوان دوک را به وارثان خود، دوفن در طول سال‌های ۱۳۴۵ و ۱۴۱۵ اعطا کردند: ژان دوم (۱۳۴۵–۵۰)، شارل هفتم (۱۳۹۲–۱۴۰۱)، و لوئی (۱۴۰۱–۱۵). پیروزی فرانسه با نبرد کاستیون در سال ۱۴۵۳ کامل شد. انگلستان و فرانسه اسماً ۲۰ سال دیگر در جنگ باقی ماندند، اما انگلیس به دلیل تشدید درگیری‌های داخلی در موقعیتی برای ادامه نبرد و دفاع از ادعای خود نبود. جنگ صد ساله رسماً با پیمان پیکینی در سال ۱۴۷۵ به پایان رسید. با پایان جنگ صد ساله، آکیتن تحت فرمان مستقیم پادشاه فرانسه بازگشت و در اختیار پادشاه باقی ماند. فقط گاهی لقب دوک آکیتن به یکی دیگر از اعضای این سلسله و به عنوان یک تمایز کاملاً اسمی، اعطا می‌شد.